# Amphicoma purpuripennis
Amphicoma purpuripennis es una especie de coleóptero de la familia Glaphyridae.

## Distribución geográfica
Habita en Hubei (China).